# Blepharita lama
Blepharita lama là một loài bướm đêm trong họ Noctuidae.